# الهيئة الوطنية للأمن السيبراني
الهيئة الوطنية للأمن السيبراني هي هيئة حكومية مختصة في الأمن السيبراني في السعودية، مهتمة في شؤونه، وفي زيادة عدد الكوادر الوطنية المؤهلة لتشغيله، لها شخصية مستقلة، وترتبط مباشرة بالملك سلمان بن عبدالعزيز آل سعود، ويرأس مجلس إدارتها وزير الدولة الدكتور مساعد العيبان، تأسست بأمر ملكي في عام 2017. سجلت الهيئة أهم إنجازاتها في مارس 2019م عندما صنف الاتحاد الدولي للاتصالات المملكة العربية السعودية في المرتبة 13 عالميا والأولى عربيًا من بين 175 دولة، من خلال المؤشر العالمي للأمن السيبراني GCI، الذي يتم قياسه بشكل دوري كل عامين بناء على خمس ركائز رئيسية، تتمثل في القانونية والتعاونية والتقنية والتنظيمية وبناء القدرات.

## الأهداف والأولويات
تهدف الهيئة إلى تعزيز حماية الشبكات وأنظمة تقنية المعلومات وأنظمة التقنيات التشغيلية ومكوناتها من أجهزة وبرمجيات، وما تقدمه من خدمات، وما تحويه من بيانات، مراعية في ذلك الأهمية الحيوية المتزايدة للأمن السيبراني في حياة المجتمعات، ومستهدفة التأسيس لصناعة وطنية في مجال الأمن السيبراني تحقق للمملكة الريادة في هذا المجال انطلاقاً مما تضمنته رؤية المملكة العربية السعودية 2030. وتتلخص الأهداف فيما يلي: تعزيز الأمن السيبراني للدولة، وحماية مصالح المملكة الحيوية، وحماية أمن المملكة الوطني، وحماية البنى التحتية الحساسة في المملكة. أيضًا من أولويات الاتحاد:
- استقطاب الكوادر الوطنية المؤهلة والطموحة وتأهيلها وتمكينها.
- بناء الشراكات مع الجهات العامة والخاصة.
- تحفيز الابتكار والاستثمار في مجال الأمن السيبراني.
- الإسهام في تحقيق نهضة تقنية تخدم مستقبل الاقتصاد الوطني للمملكة العربية السعودية.

## الاختصاص
- وضع إستراتيجية وطنية للأمن السيبراني والإشراف على تنفيذها.
- متابعة الالتزام في تحديث السياسات والضوابط والإرشادات المتعلقة في الأمن السيبراني.
- وضع أنظمة إدارة المخاطر في الأمن السيبراني.
- حصر القطاعات والجهات المهمة في الأمن السيبراني.
- إبلاغ الجهات بالتهديدات والمخاطر المتعلقة بالأمن السيبراني.
- الاستجابة للحوادث المتعلقة بالأمن السيبراني ضمن أطر واضحة.
- إنشاء مراكز مختصة بالعمليات الوطنية للأمن السيبراني.
- بناء منصات تتعلق بالأمن السيبراني والإشراف عليها.
- وضع آلية محددة لمشاركة المعلومات المتعلقة بالأمن السيبراني، بين الجهات والقطاعات في السعودية.
- مساندة الجهات المختصة خلال الإستدلال والتحقيق بالجرائم المتعلقة بالأمن السيبراني.
- التشفير ضمن سياسات ومعايير وطنية.
- وضع المعايير والضوابط اللازمة في عمليات الفسح والترخيص بإستيراد أو تصدير الأجهزة والبرمجيات ذات الحساسية العالية.
- تأهيل الكوادر الوطنية المتخصصة في مجالات الأمن السيبراني.
- رفع مستوى الوعي بما يختص بالأمن السيبراني.
- إعداد تقارير دورية لقياس أداء الأمن السيبراني في المملكة والعمل على تطويره.[1]

## المبادرات

### برنامج تدريب الأمن السيبراني
هو برنامج أطلقته الهيئة الوطنية للأمن السيبراني، لتدريب الموظفين الحكوميين وطلبة الجامعة المتخصصين في نظام الأمن السيبراني، واشتمل على دورتين تدريب لمدة 4 أسابيع عملي ونظري، تحت عنوان «الاختراق الأخلاقي والأمن السيبراني لأنظمة التشغيل وشبكات الحاسب».

### الابتعاث في الأمن السيبراني
هي مبادرة أطلقت بالاشتراك مع وزارة التعليم، ضمن برنامج خادم الحرمين الشريفين للابتعاث الخارجي، وجاءت لتلبية الاحتياج والنقص في الكوادر الوطنية في مجال الأمن السيبراني والرغبة في زيادة عدد العاملين في ذات المجال.

### برنامج التدريب للتأهيل للتوظيف في الأمن السيبراني (CyberPro+)
يهدف لتأهيل خريجي الجامعات والكليات، في مجالات الأمن السيبراني والمجالات ذات العلاقة، بالمهارات اللازمة لوظائف الأمن السيبراني من خلال برنامج تدريبي مكثف يتم تنفيذه بالشراكة مع الشركة السعودية لتقنية المعلومات «سايت».

### المركز الوطني الإرشادي للأمن السيبراني
يعمل المركز الوطني الإرشادي للأمن السيبراني على تعزيز جهود المملكة في رفع مستوى الوعي بالأمن السيبراني وذلك من خلال رفع الوعي والمعرفة بالأمن السيبراني لتجنب المخاطر السيبرانية وتقليل آثارها عن طريق إصدار التنبيهات بآخر وأخطر الثغرات، وإطلاق حملات وبرامج توعوية والتعاون مع المراكز الإرشادية الأخرى.

### تحدي الأمن السيبراني
مبادرة تستهدف تمكين الابتكار في مجالات الأمن السيبراني، ودعم مساعي الهيئة في تنمية القطاع وتأهيل القدرات الوطنية المتخصصة وبنائها في مجالات الأمن السيبراني. المبادرة حائزت على التميز الدولي خلال فعاليات منتدى القمة العالمية لمجتمع المعلومات 2022. المبادرة توفر الدعم اللازم للأعمال عبر تسهيل الإجراءات وتقديم الاستشارات السيبرانية، إضافة إلى تمويل المشاريع الواعدة في مجال الأمن السيبراني، وشارك بها أكثر من 855 مشاركاً مثّلوا 216 فريقاً، وقدموا 118 مشروعاً في الأمن السيبراني.

### المعرض المتنقل للتوعية بالأمن السيبراني
في عام 2022م تم إنشاء المعرض بأساليب مبتكرة وتفاعلية لدى منسوبي الجهات الوطنية داخل مقار تلك الجهات، بهدف رفع مستوى الوعي بالأمن السيبراني، وحمايةً للمصالح الحيوية للمملكة والبنى التحتية الحساسة والخدمات والأنشطة الحكومية.
يتكون المعرض من أربعة أجنحة وهي:
- الجناح الأول: تعزيز الأمن السيبراني في المملكة؛ بالإضافة إلى إعطاء لمحة عامة عن عن الهيئة الوطنية للأمن السيبراني.
- الجناح الثاني: يستعرض أثر الهجمات السيبرانية، ومحاكاة أساليب الاختراق وإجراء تجربتين افتراضيتين للاختراقات.
- الجناح الثالث: عبارة عن عيادة سيبرانية لقياس الوعي بالأمن السيبراني.
- الجناح الرابع: للإستشارات السيبرانية، والتوصيات العامة.

## إنجازات
نفّذت الهيئة العديد من المبادرات والبرامج والتمارين السيبرانية المتقدمة على المستوى الوطني، الرامية إلى تطوير وتوعية الكوادر السيبرانية في الجهات الوطنية، حيث عقدت الهيئة حت منتصف 2022، نحو 45 تمريناً سيبرانياً، وقامت بتمكين أكثر من 3600 مختص في مجال الأمن السيبراني يمثلون 200 جهة مستفيدة، إضافة إلى تطوير المهارات السيبرانية للعديد من حديثي التخرج، ورفع مستوى التوعية السيبرانية لأكثر من 7200 مستفيد.

## مجلس وزراء الأمن السيبراني العرب
استضافت المملكة العربية السعودية، ممثلة بالهيئة الوطنية للأمن السيبراني، الاجتماع الأول لمجلس وزراء الأمن السيبراني العرب  في 2024 حيث تم  مناقشة الاستراتيجية العربية للأمن السيبراني، وإقامة التمارين السيبرانية المشتركة، ومجموعة من أوراق العمل المقدمة من الدول الأعضاء في جامعة الدول العربية بهدف تعزيز التعاون في مجال الأمن السيبراني على المستوى العربي.

## جوائز
حصلت الهيئة الوطنية للأمن السيبراني على شهادة التميز في القمة العالمية لمجتمع المعلومات WSIS 2022 عن فئة «بناء الثقة والأمن في استخدام تكنولوجيا المعلومات والاتصالات»؛ نظير دورها البارز في تمكين الابتكار وبناء القدرات الوطنية المتخصصة في مجال الأمن السيبراني بالمملكة، حيث اختيرت مبادرتها «تحدي الأمن السيبراني» ضمن المشروعات المتميزة وفقاً لآراء الخبراء ولجان التحكيم في وكالة الأمم المتحدة المتخصصة في تكنولوجيا المعلومات والاتصالات.

## وصلات خارجية
- الموقع الرسمي